# Mathematik zum Anfassen
In der Fernsehsendung Mathematik zum Anfassen, die auf BR-alpha ausgestrahlt wird, erklärt der Mathematikprofessor Albrecht Beutelspacher innerhalb einer Viertelstunde alltägliche mathematische Phänomene allgemeinverständlich. Die erste Staffel besteht aus 16 Folgen, die vom Erstausstrahlungstermin am 22. Februar 2008 jeweils freitags um 22.45 Uhr gesendet wurden und auch auf der Internetpräsenz von BR-alpha verfügbar sind. Vom 1. Oktober 2010 ab wurden die zwölf Folgen der zweiten Staffel wiederum jeweils freitags um 22.45 12 neue Folgen von BR-alpha ausgestrahlt.

## Ablauf einer Sendung
Die Sendung beginnt meist mit den Worten „Mathematik hilft uns, die Welt zu verstehen!“. In der zweiten Staffel folgt darauf noch „Ich weiß nicht, wie es Ihnen geht, aber manchmal fragt man sich schon, ...“; hierauf folgt eine zum Thema der Folge passende Frage. Innerhalb der Sendung werden mathematische Prinzipien häufig mit alltäglichen Requisiten wie Würfeln, Lottoscheinen, Gläsern und Ähnlichem demonstriert, vereinzelt werden zur Veranschaulichung auch Zeichnungen und Bilder eingeblendet. Die behandelten Themen werden meist nur laienfreundlich angeschnitten, was aber dem Ziel der Sendung, Interesse für Mathematik zu wecken statt mit komplizierten theoretischen Betrachtungen abzuschrecken, entspricht.

## Folgen

### 1. Staffel
1. Die Geschichte vom Schachbrett
2. Kryptographie
3. Die Zahl Pi
4. Zahlen und Zählen
5. Muster und Ordnung
6. Das Geheimnis der Bienenwaben
7. Römische Zahlen
8. Das Dezimalsystem
9. Die Fibonacci-Zahlen
10. Alles ist Zahl
11. Der Satz des Pythagoras
12. Der Goldene Schnitt
13. Platonische Körper
14. Der Fußball
15. Zufall
16. Die Unendlichkeit

### 2. Staffel
1. Wie hat alles angefangen?
2. Welches ist das berühmteste Problem?
3. Wie kann man Zahlen schreiben?
4. Wieso können wir so einfach rechnen?
5. Was können wir von den Bienen lernen?
6. Wann überholt Achilles die Schildkröte?
7. Kann man jede Gleichung lösen?
8. Wie findet man Halt im Unendlichen?
9. Wie tickt ein Genie?
10. Gibt es Grenzen der Erkenntnis?
11. Wie funktioniert mathematisches Lernen?
12. Was ist dabei eigentlich schön?